# Erich Natusch
Erich Friedrich Wilhelm Natusch (* 23. Februar 1912 in Zielona Góra (deutsch Grünberg); † 11. März 1999 in Kiel) war ein deutscher Olympiateilnehmer im Segeln.
Natusch gehörte 1942 zu der Crew, die zusammen mit Theodor Thomsen die deutsche Meisterschaft in der 6-Meter-Klasse gewann. Nach dem Zweiten Weltkrieg gehörte Natusch weiterhin zur Crew von Thomsen. Bei der olympischen Regatta 1952 startete Thomsen in der Drachen-Klasse, zusammen mit Erich Natusch und Georg Nowka belegte er den dritten Platz und erhielt die Bronzemedaille. Thomsen, Natusch und Nowka starteten auch bei der olympischen Regatta 1956 in der Drachen-Klasse, diesmal belegten sie den zehnten Platz.

## Auszeichnung
- Erich Natusch wurde am 27. Oktober 1952 mit dem Silbernen Lorbeerblatt ausgezeichnet.[1]